# Dapoxetin
Dapoxetin er et stof, som bliver brugt i et lægemiddel mod Præmatur Ejakulation (PE) (for tidlig sædafgang), til mænd mellem 18 og 64 år. Det markedsføres som Priligy i Danmark. Dapoxetin blev oprindeligt lavet som et antidepressivt middel, og hører til gruppen af selektive serotoningenoptagshæmmere (SSRI), men i modsætning til de andre typer SSRI, bliver dapoxetin hurtigt optaget og udskilt fra kroppen igen. Det er derfor, at stoffet er velegnet som behandling mod PE, men ikke som antidepressivt middel.
Det er den amerikanske medicinalproducent Eli Lilly, som oprindeligt opfandt stoffet, men de solgte det til en anden amerikansk producent, Johnson og Johnson i 2003, som fik dapoxetin godkendt som behandling for PE i 2004, og lægemidlet er siden blevet solgt i adskillige europæiske og asiatiske lande, samt bl.a. Mexico. I 2014 blev det godkendt i Danmark, og kan ordineres på recept mod PE. I 2012 erhvervede Menarini sig rettighederne til at markedsføre Priligy i Europa, samt det meste af Asien, Latinamerika, Afrika og Mellemøsten. I Danmark skal man normalt til sin praktiserende læge for at få udskrevet en recept, men der findes dog nogle undtagelser, hvor privatklinikker opererer fra England. Der er dog kritik fra Sundhedsstyrelsen af, hvorvidt dette er 100% forsvarligt, og ifølge dansk lovgivning, må receptpligtig medicin kun sælges på apotekerne.

## Medicinsk brug

### Præmatur Ejakulation
Kliniske forsøg, hvor testpersonerne fik henholdsvis placebo eller dapoxetin, har bekræftet effekten af dapoxetin som behandling af PE. Dosis afhænger af graden og typen af PE. Hos mænd med kronisk PE forlænger 60 mg markant tiden for den intravaginale ejakulations latenstid (IELT), i forhold til hvad en dosis på 30 mg gør. Derimod er der ikke nogen forskel hos mænd med midlertidig PE. Kliniske studier har vist, at dapoxetin øger den intravaginale ejakulations latenstid (IELT) med gennemsnitsligt 3-4 minutter, hvilket svarer til en 2,5-3 gange øgning.
Dapoxetin skal tages 1-3 timer før seksuel aktivitet og vil forlænge IELT, styrke følelsen af kontrol og øge den seksuelle tilfredsstillelse hos mænd i alderen 18 – 64 år med PE. Stoffet hjælper med at overvinde de faktorer, som normalt kan give for tidlig sædafgang: personlige problemer, præstationsangst, stress og forskellige problemer i forhold til partneren. I USA er dapoxetin ikke godkendt som PE behandling, så i stedet anvender man andre SSRI såsom fluoxetin, paroxetin, sertralin, fluvoxamin og citalopram som off label lægemidler. Forsøg viser, at disse almindelige antidepressiva øgede IELT fra to til nifold, mens dapoxetin øger IELT fra tre til ottefold. Men disse SSRIer skal tages dagligt for at opnå en effekt, og da de tager lang tid om at blive nedbrudt, vil der ske en ophobning, som giver øgede bivirkninger såsom mindre lyst til sex, samt risiko for erektil dysfunktion. Modsat er dapoxetin et hurtigtvirkende SSRI, så det optages hurtigt, og udskilles fra kroppen inden for et par timer. Derfor minimeres risikoen for, at lægemidlet ophobes i kroppen, og således reduceres bivirkningerne også.

## Kontraindikationer
Der kan være tilfælde, hvor lægemidlet ikke bør anvendes, da det kan være skadeligt for patienten. Dapoxetin bør ikke anvendes af mænd med moderat til svært nedsat leverfunktion og hos dem, der modtager CYP3A4-hæmmere såsom ketoconazol, ritonavir og telithromycine. Dapoxetin kan ligeledes ikke anvendes til patienter med hjertesvigt, permanent pacemaker eller andre væsentlige iskæmiske hjertesygdomme. Forsigtighed tilrådes hos mænd, der får thioridazin, monoaminooxidasehæmmere, SSRI, serotonin-noradrenalin reuptake hæmmere eller tricykliske antidepressiva. Hvis en patient stopper med at tage en af disse lægemidler, bør man vente i 14 dage inden dapoxetin indtages. Hvis en patient holder op med at tage dapoxetin, bør der ventes 7 dage før nogle af disse nævnte behandlinger startes.

## Skadelige virkninger
De mest almindelige bivirkninger, når man tager dapoxetin, er kvalme, svimmelhed, mundtørhed, hovedpine, diarre og søvnløshed. Seponering (ophobning) og problemer med bivirkninger er dosisrelaterede. Ifølge McMahon i seneste undersøgelse i Asien, er satsen for seponering 0,3%, 1,7% og 5,3% af 1.067 undersøgte patienter med henholdsvis placebo, dapoxetin 30 mg, og dapoxetin 60 mg. Modsat er andre SSRI, der anvendes til behandling af depression, blevet forbundet med høj forekomst af seksuel dysfunktion. Mens dapoxetin er forbundet med lav seksuel dysfunktion. Tages dapoxetin efter behov, har lægemidlet meget milde bivirkninger i forhold til tab af libido (<1%) og ED (<4%).

## Overdosis
Der er ikke rapporteret tilfælde af overdosis i kliniske undersøgelser. 

## Interaktioner (samspil) med andre lægemidler
- Med Phosphodiesteraseinhibitorer (PDE5-hæmmere)[11]

 Mange af de mænd, som har PE, lider også af erektil dysfunktion (ED). Ved behandling af disse mænd, bør der tages højde for lægemiddelinteraktion mellem Dapoxetin og PDE5-hæmmere såsom tadalafil (Cialis) eller sildenafil (Viagra). En undersøgelse fra 2006 viste dog, at dapoxetin ikke ændrer farmakokinetik i tadalafil eller sildenafil.
- Med Ætanol (alkohol)

Ætanol påvirker ikke farmakokinetikken af dapoxetin, når disse tages samtidig.

## Hvordan virker dapoxetin
Hvordan dapoxetin helt specifikt virker mod for tidlig sædafgang, er stadig uklart. Man mener, at dapoxetin virker ved at hæmme serotonintransporten, og efterfølgende øger serotonins effekt på præ- og post-synaptiske receptorer.
Ejakulation hos en mand er reguleret af forskellige områder i centralnervesystemet. Reaktionen, som giver udløsning, starter med en refleks fra rygraden, der bliver aktiveret, når penis stimuleres. Disse signaler sendes videre til hjernestammen, som herefter bliver påvirket af en mængde hjerneceller, såsom de præoptiske og paraventrikulære celler. Clements forsøg med bedøvede hanrotter viste, at akut indsprøjtning af dapoxetin hæmmer den ejakulerende refleks i rygrads-stadiet ved at regulere aktiviteten af lateral paragigantocellular kerne (LPGi) neuroner. Dette forårsager en forsinkelse af den såkaldte pudentale motoneuron refleksudledning (PMRD). Motoneuroner er nerveceller fra den del af hjernen, som hedder cortex motorius. Men, det er uklart hvorvidt dapoxetin virker direkte på LPGI eller længere nede, hvor LPGI er placeret.

## Farmakokinetik

### Absorption
Dapoxetin er et hvidt pulver, som ikke er vandopløseligt. Tages det 1-3 timer før seksuel aktivitet, bliver det hurtigt optaget i kroppen. Den maksimale plasmakoncentration (koncentration i blodet) (Cm) opnås 1-2 timer efter oral indtagelse. Hvor lang tid, stoffet virker, er afhængigt at hvilken dosis, man tager. Et fedtholdigt måltid kan reducere koncentrationen i blodet en anelse, men det er ubetydeligt. Faktisk kan maden ikke ændre dapoxetin farmakokinetisk. Dapoxetin kan tages med eller uden mad. 

### Optagelse
Dapoxetin absorberes og fordeles hurtigt I kroppen. Mere end 99% af Dapoxetin er bundet til plasmaprotein.

### Metabolisme
Størstedelen af dapoxetin omsættes i leveren og nyren af flere enzymer, såsom CYP2D6, CYP3A4, og flavin monooxygenase 1 (FMO1). Størstedelen af det tilbageværende stof efter forbrændingen er dapoxetin N-oxid, som er en svag SSRI, og derfor ikke har nogen klinisk effekt. De øvrige tilbageværende stoffer, som kan spores til under 3% i blodet, er desmethyldapoxetine og didesmethydapoxetine, som har en tilsvarende effekt som dapoxetin.

### Udskillelse
Metabolitterne i dapoxetin bliver nedbrudt hurtigt i urinen med en terminal halveringstid på henholdsvis 18,7 og 21,9 timer for doser på 30mg og 60 mg.

## Sikkerhed og tolerance

### Kardiovaskulær sikkerhed
Kardiovaskulær sikkerhed ved dapoxetin er blevet undersøgt grundigt, mens lægemidlet blev udviklet. Fase I forsøg viste, at dapoxetin hverken havde elektrokardiografisk eller forsinket repolariseringsspors virkning af klinisk betydning, selv med dosering fire gange højere end den maksimale anbefalede dosis på 60 mg. Fase III forsøg med mænd, der led af PE, viste, at der var høj sikkerhed og tolerance ved doser på 30 og 60 mg, og der var ingen negative kardiovaskulære tegn.

### Neurokognitiv sikkerhed
Forsøg med SSRI (selektive serotoningenoptagshæmmere) hos patienter med alvorlige psykiske problemer har vist, at SSRI er potentielt forbundet med visse neurokognitive bivirkninger såsom angst, akatisi, hypomani, humørændringer eller selvmordstanker. Der er imidlertid ikke nogle undersøgelser af effekten af SSRI hos mænd med PE. McMahons forsøg i 2012 viste, at dapoxetin ikke har nogen indvirkning på humøret og ikke er forbundet med hverken angst eller selvmordstanker.

### Abstinenssymptomer
Forekomsten af antidepressive abstinenssymptomer hos mænd, der bruger dapoxetin som behandling mod for tidlig sædafgang, er blevet beskrevet som lav eller ikke forskellig fra de mænd, som var stoppet med placebo-behandling.